# Unité urbaine de Villefranche-de-Rouergue
L'unité urbaine de Villefranche-de-Rouergue est une unité urbaine française centrée sur la commune de Villefranche-de-Rouergue dans le département de l'Aveyron, en région Occitanie.

## Données globales
Dans le zonage réalisé par l'Insee en 2010, l'unité urbaine était composée de deux communes, toutes situées dans l'arrondissement de Villefranche-de-Rouergue, subdivision administrative du département de l'Aveyron.
Dans le nouveau zonage réalisé en 2020, elle est composée des deux mêmes communes.
En 2022, avec 12 254 habitants, elle représente la 4e unité urbaine du département de l'Aveyron et occupe le 46e rang dans la région Occitanie.
En 2021, sa densité de population s'élève à 235 hab/km2. Par sa superficie, elle ne représente que 0,61 % du territoire départemental mais, par sa population, elle regroupe 4,46 % de la population du département de l'Aveyron.

## Composition 2020 de l'unité urbaine
Elle est composée des deux communes suivantes :
| Nom                                     | Code Insee | Département | Statut       | Superficie (km2) | Population (dernière pop. légale) | Densité (hab./km2) | Modifier                                    |
| --------------------------------------- | ---------- | ----------- | ------------ | ---------------- | --------------------------------- | ------------------ | ------------------------------------------- |
| Villefranche-de-Rouergue (ville-centre) | 12300      | Aveyron     | ville-centre | 45,85            | 11 502 (2022)                     | 251                | modifier les données · modifier les données |
| Toulonjac                               | 12281      | Aveyron     | banlieue     | 7,25             | 752 (2022)                        | 104                | modifier les données · modifier les données |

## Évolution démographique
L'évolution démographique ci-dessous concerne l'unité urbaine selon le périmètre défini en 2020.
| 1968   | 1975   | 1982   | 1990   | 1999   | 2010   | 2015   | 2021   |
| ------ | ------ | ------ | ------ | ------ | ------ | ------ | ------ |
| 11 037 | 12 726 | 13 224 | 12 959 | 12 561 | 12 826 | 12 642 | 12 469 |

#### Données générales
- Unité urbaine
- Aire d'attraction d'une ville
- Liste des unités urbaines de France

#### Données démographiques en rapport avec l'unité urbaine de Villefranche-de-Rouergue
- Aire d'attraction de Villefranche-de-Rouergue
- Arrondissement de Villefranche-de-Rouergue

#### Données démographiques en rapport avec l'Aveyron
- Démographie de l'Aveyron